# Stylodactylus
Stylodactylus is een geslacht van kreeftachtigen uit de klasse van de Malacostraca (hogere kreeftachtigen).

## Soorten
- Stylodactylus brucei Cleva, 1994
- Stylodactylus discissipes Spence Bate, 1888
- Stylodactylus gracilis Cleva, 2008
- Stylodactylus kauaiensis Figueira, 1971
- Stylodactylus laurentae Cleva, 1990
- Stylodactylus libratus Chace, 1983
- Stylodactylus licinus Chace, 1983
- Stylodactylus macropus Chace, 1983
- Stylodactylus major Hayashi & Miyake, 1968
- Stylodactylus profundus Cleva, 1990
- Stylodactylus pubescens Burukovsky, 1990
- Stylodactylus rectirostris A. Milne-Edwards, 1883
- Stylodactylus serratus A. Milne-Edwards, 1881
- Stylodactylus stebbingi Hayashi & Miyake, 1968
- Stylodactylus tokarensis Zarenkov, 1968